# Суфамонгкхон, Контхи
Контхи́ Суфамонгкхо́н (тайск. ดร.กนต์ธีร์ ศุภมงคล, англ. Konthi Suphamongkhon; род. 3 августа 1916 — 27 декабря 2011), таиландский дипломат, по национальности — лао, в разные годы жизни — посол Таиланда в Австралии и Новой Зеландии (1956-59 годы), ФРГ (1965-67 годы), Финляндии (1967-70 годы), Великобритании (1970-76 годы), 3-й генеральный секретарь СЕАТО в 1964-65 годах.

## Биография
Контхи Суфамонгкхон работал дипломатом в западном отделе Министерства иностранных дел Королевства Таиланд. Позже, в 1956-59 годах был аккредитован в качестве посла Королевства Таиланд в Австралийском Союзе и, одновременно, в Новой Зеландии.
С 19 февраля 1964 года по 1 июля 1965 года он занимал должность генерального секретаря Организации Договора Юго-Восточной Азии (СЕАТО). Время его деятельности на данном посту пришлось на начало военных действий между войсками США и Демократической Республики Вьетнам, а также коммунистическими повстанцами Южного Вьетнама.
С 1965 года Контхи Суфамонгкхон занимался преподавательской деятельностью, стал доктором наук и до 1970 года был профессором. Одновременно, с 1967 года, вновь приступил к дипломатической работе: в 1967-70 годах он был аккредитован в качестве посла Королевства Таиланд в Финляндской Республике, а в 1970-76 годах — в качестве посла в Соединённом Королевстве Великобритании и Северной Ирландии.
Его сын, Кантатхи Суфамонгкхон, также был таиландским дипломатом, причём в 2005-06 годах (вплоть до военного переворота 2006 года) занимал должность министра иностранных дел Королевства Таиланд во втором правительстве скандально известного таиландского премьер-министра Таксина Чиннавата.